# Leo Slezak
Leo Slezak (18 de agosto de 1873 - 1 de junho de 1946) foi um tenor dramático da Morávia. Ele foi associado em particular com a ópera austríaca, bem como o papel-título em Otello de Verdi. Ele é pai dos atores Walter Slezak e Margarete Slezak e avô da atriz Erika Slezak.